# Бал-маскарад в Опере
«Бал-маскарад в Опере» (фр. Bal masqué à l'opéra) — картина родоначальника французского импрессионизма Эдуарда Мане, написанная в 1873 году. С 1982 года полотно находится в собрании Национальной галереи искусства в Вашингтоне, куда было передано из частного собрания американского коллекционера, патрона французского импрессионизма Луизин Хэвмайер.

## История создания
Художника заинтересовала сцена из богемной жизни современного ему Парижа. На полотне, созданном в 1873 году, представлены горожане, присутствующие на публичном балу в зале парижской Оперы — театра, уничтоженного разрушительным пожаром 29 октября того же года.
Предварительные наброски для картины Моне делал прямо в театре, с живой натуры. Сама же работа над картиной велась в его студии на Рю-д-Амстердам, куда художник переехал незадолго до этого.
На «Бале-маскараде в опере» также можно заметить близких друзей Мане — коллекционера Альберта Хечта и композитора Эмманюэля Шабрие. Друзья Мане позировали ему для другой, более ранней, схожей по сюжету картины — «Музыка в Тюильри» (1862). Скорее всего, для создания женских образов художнику позировала его жена Сюзанна Мане, любимая модель Викторина Мёран и жена его брата Эжена Мане — Берта Моризо. Второй справа мужчина со светлыми усами — это сам Мане, вглядывающийся в зрителя.
В апреле 1874 года жюри Парижского салона объявило список картин, которые будут экспонироваться на выставке Салона. Две картины, которые заявил Эдуард Мане — «Бал-маскарад в опере» и «Ласточки», — были отвергнуты членами жюри из-за якобы излишнего натурализма. Несмотря на жесткую критику со стороны Салона, картина вскоре была приобретена французским оперным певцом Жан-Батистом Фором, большим поклонником творчества Мане, коллекция работ которого насчитывала около 67 картин художника.

## Описание
Практически всё пространство занято джентльменами в вечерних чёрных костюмах. Обилие чёрного в скоплении вечерних фраков и цилиндров по всей центральной горизонтальной плоскости картины, тогда как обычно одним из главных принципов импрессионистов был отказ от чёрного цвета в пользу тёмных полутонов. Здесь Эдуард Мане, находившийся под влиянием нидерландского художника Франса Халса, который писал резкими мазками, противопоставляя чёрные и светлые тона, использовал тот же приём: контраст ярких красок и чёрного цвета. Акценты ярких и ослепительно светлых красок расставлены на многоцветных образах девушек в оригинальных нарядах, а также на арлекине в красно-золотом костюме слева, в букете цветов и апельсине, в руках у женщины в маске. Вверху полотна виднеются свесившиеся с балкона ножки, пытающиеся привлечь внимания группу джентльменов снизу.
На картине присутствуют несколько женщин в черных масках, которые, очевидно, принадлежат к респектабельным слоям общества, однако, несмотря на желание участвовать в фривольных развлечениях, им не хотелось бы открывать свои лица. Цветовое решение ковра усиливает общее впечатление контраста, поэтому не осталось без внимания критиков: «кроваво-красный ковер под её (толпы — прим.автора) ногами воспринимается многозначительным намеком» на недавние революционные события Парижской коммуны. Здесь стоит упомянуть интересную деталь. В правом нижнем углу на свободном пространстве ковра виден будто оброненный кем-то клочок бумаги. Приглядевшись, на нём можно прочитать фамилию Manet. Как будто художник решил оставить на ковре картины свою визитную карточку.

## Критика
В ответ на непризнание картины близкий друг Мане, критик и поэт Стефан Малларме, осудил строгую цензуру Салона:
«Это была попытка передать взгляд на современную картину общества», утверждая, что на картине не было «ничего беспорядочного и скандального».
Послесловие М. Н. Прокофьевой к книге А. Перрюшо «Эдуард Мане» : 
С годами характерная для Мане ирония приобретает очевидную социальную направленность. В полотне 1873 года «Бал-маскарад в парижской Опере», написанном через некоторое время после разгрома Коммуны, глубоко потрясшего художника, ирония эта перерастает в откровенный сарказм. Из резких срезов композиции, жестко рассекающих фигуры слева и сверху, из заостренности ритмов и силуэтов, из столкновения темных и светлых, ярко окрашенных и совершенно черных пятен возникает зловещая сцена развлекающихся светских хлыщей и наряженных кокоток. В сочетании с черными и пестрыми пятнами копошащейся толпы кроваво-красный ковер под её ногами воспринимается многозначительным намеком. Если Золя в опубликованной в 1871 году «Карьере Ругонов» вспоминал о торжестве бонапартистского переворота «над ещё не остывшим трупом Республики», что так напоминало «версальский Париж», торжествующий над трупом Коммуны, то во французской живописи тех лет не было, помимо Эдуара Мане, художника, так негодующе и точно показавшего дно «большого света». Картина «Бал-маскарад» ещё раз развенчивает легенду о Мане как о бездумном и легкомысленном живописце, поверхностно относящемся к современности. Отдавая в повседневной жизни дань условностям, художник — мы убедились в этом — не скрывал своего отчетливо негативного отношения к тому миру, который угрожал красоте и добру. 
Теодор Дюре, французский искусствовед и критик того времени, написал о Мане: 
« Желая показать жизнь во всех её аспектах, он начал изображать на картинах темы, которые было запрещено обсуждать». 
Юлиус Мейер-Грефе, немецкий искусствовед и романист, в своей книге об импрессионистах «Гис. Мане. Ван Гог. Писсарро. Сезанн» описал картину «Бал-маскарад в опере» как 
«Разноцветный рынок плоти».

## Новаторство и уникальность
Мане представил революционную композицию, отличную от привычных идеалов и традиционных взглядов, поддерживаемых Парижским салоном. Во-первых, особенностью «Бала-маскарада в опере» является отличие от академически принятого изображения передних и задних планов. Это параллель, которая создается благодаря линии балкона по отношению к линии мужских цилиндров и далее к линии лиц, выступающих синхронно некоему переднему плану, на котором представлены ключевые герои. Далее — новизна переосмысления пространства: в спускающихся с балкона ножках ощущается намек на неполноту общей картины, то есть художник вовлекает в мысль о том, что, чтобы увидеть остальное, зрителю нужно посмотреть за пределы рамы полотна. За этой мыслью стоит идея о способности человеческого глаза фокусироваться только на определённом участке. Таким образом идея фиксации фрагмента увиденного момента стала новым художественным методом Мане, благодаря которому он открыл путь художникам, в том числе импрессионистам, к отступлению от традиционного академического изображения и новому подходу к расположению фигур персонажей на полотне.